# Feliks z Noli
Feliks z Noli (ur. w III wieku w Noli w Italii, zm. ok. 250-260 tamże) – z pochodzenia Syryjczyk, prezbiter i wyznawca czasem nazywany męczennikiem oraz święty Kościoła katolickiego.
Kult św. Feliksa rozpowszechnił św. Paulin z Noli (353-431), który na jego cześć napisał wiele poematów i ufundował w Cimitile koło Noli nową bazylikę ku pamięci świętego, gdzie znajduje się jego grób.
Wspomnienie liturgiczne św. Feliksa, męczennika obchodzone jest 14 stycznia.
Nie należy go mylić z legendarnym świętym, pierwszym biskupem Noli z I wieku (zm. ok. 95) wspominanym przez Kościół katolicki odrębnie 15 listopada a stworzonym według Vita tegoż świętego.